# Богородське (Вадінський район)
Богоро́дське (рос. Богородское) — село у складі Вадінського району Пензенської області, Росія.
Населення — 37 осіб (2010; 72 у 2002).
Національний склад станом на 2002 рік:
- росіяни — 100 %